# Oborožene sile Ruske federacije
Oborožene sile Ruske federacije (rusko Вооружённые си́лы Росси́йской Федера́ции) predstavljajo glavni del vojaštva Ruske federacije in kot take nosijo glavno breme obrambe Ruske federacije.
Ustanovljene so bile leta 1992 z reorganizacijo vojaških enot Oboroženih sil Sovjetske zveze, ki so bile ob razpadu Sovjetske zveze nameščene na ozemlju novoustanovljene Ruske federacije. Vrhovni poveljnik je predsednik Ruske federacije, medtem ko minister za obrambo Ruske federacije skrbi za administrativno vodenje oboroženih sil.

## Organizacija
Trenutno se Oborožene sile Ruske federacije delijo na:
- tri veje:

- Kopenske sile Ruske federacije
- Vojna mornarica Ruske federacije
- Zračno-vesoljske sile Ruske federacije
  - Vojno letalstvo Ruske federacije
  - Ruske vesoljske sile

- tri samostojne rodove:

- Strateške raketne sile Ruske federacije
- Zračno-desantne enote Ruske federacije
- Sile specialnih operacij Ruske federacije

## Vojaška okrožja
| Okrožje                                                                                 | Armada                        | Generalštab     |
| --------------------------------------------------------------------------------------- | ----------------------------- | --------------- |
| Moskovsko vojaško okrožje                                                               | 1. gardna tankovska armada    | Odincovo        |
| Moskovsko vojaško okrožje                                                               | 20. gardna kombinirana armada | Voronež         |
| Leningrajsko vojaško okrožje                                                            | 6. kombinirana armada         | Agalatovo       |
| Leningrajsko vojaško okrožje                                                            | 11. korpus                    | Kaliningrad     |
| Leningrajsko vojaško okrožje                                                            | 14. korpus                    | Murmansk        |
| Južno vojaško okrožje (Generalpolkovnik Sergej Kuzovlev) (Poveljstvo Rostov na Donu)    | 8. gardna kombinirana armada  | Novočerkassk    |
| Južno vojaško okrožje (Generalpolkovnik Sergej Kuzovlev) (Poveljstvo Rostov na Donu)    | 49. kombinirana armada        | Stavropol       |
| Južno vojaško okrožje (Generalpolkovnik Sergej Kuzovlev) (Poveljstvo Rostov na Donu)    | 58. kombinirana armada        | Vladikavkaz     |
| Južno vojaško okrožje (Generalpolkovnik Sergej Kuzovlev) (Poveljstvo Rostov na Donu)    | 22. korpus                    | Sevastopol      |
| Centralno vojaško okrožje (Generalporočnik Andrej Mordvičev) (Poveljstvo Jekaterinburg) | 2. gardna tankovska armada    | Samara          |
| Centralno vojaško okrožje (Generalporočnik Andrej Mordvičev) (Poveljstvo Jekaterinburg) | 41. kombinirana armada        | Novosibirsk     |
| Vzhodno vojaško okrožje (Generalpolkovnik Rustam Muradov) (Poveljstvo Habarovsk)        | 5. kombinirana armada         | Ussurijsk       |
| Vzhodno vojaško okrožje (Generalpolkovnik Rustam Muradov) (Poveljstvo Habarovsk)        | 29. kombinirana armada        | Čita            |
| Vzhodno vojaško okrožje (Generalpolkovnik Rustam Muradov) (Poveljstvo Habarovsk)        | 35. kombinirana armada        | Belogorsk       |
| Vzhodno vojaško okrožje (Generalpolkovnik Rustam Muradov) (Poveljstvo Habarovsk)        | 36. kombinirana armada        | Ulan-Ude        |
| Vzhodno vojaško okrožje (Generalpolkovnik Rustam Muradov) (Poveljstvo Habarovsk)        | 68. korpus                    | Južno-Sahalinsk |